# Fabriciola berkeleyi
Fabriciola berkeleyi är en ringmaskart som beskrevs av Banse 1956. Enligt Catalogue of Life ingår Fabriciola berkeleyi i släktet Fabriciola och familjen Sabellidae, men enligt Dyntaxa är tillhörigheten istället släktet Fabriciola och familjen Sabellariidae. Arten har ej påträffats i Sverige. Inga underarter finns listade i Catalogue of Life.